# جيف هيل
جيف هيل (بالإنجليزية: Geoff Hill)‏ هو صحفي جنوب أفريقي، ولد في 1956.